# 信安君
信安君（?—?），名字不詳，战国人，魏国的封君。
信安君在战国时擔任魏國相國。他和蘇秦的弟弟蘇代同時，主张不与秦國交往，为魏襄王重用。秦王想要召他到秦國，别置相代之，他拒不前往。苏代為他對秦王说：“夫舍万乘之事而退，此魏信之所难行也。”